# Droit slovène
Le droit slovène est un droit de tradition civiliste appliqué en Slovénie depuis la disparition de la Yougoslavie.

## Sources du droit
L'article 153 énonce la hiérarchie des normes en droit slovène.

### Constitution
La Constitution slovène est la norme suprême du droit slovène. Elle est à la base de l'ordre légal de la Slovénie. Elle peut être amendée par des lois constitutionnelles dont l'adoption se fait en deux étapes :
- l'adoption d'une proposition visant à engager la procédure d'amendement par vingt députés de l'Assemblée nationale, par le gouvernement ou par 30 000 votants. Le vote sur la proposition d'amendement par l'Assemblée à une majorité des deux tiers des députés présents[1].
- vient ensuite la rédaction stricte de l'amendement, adopté à une majorité des deux tiers des députés[1].

### Droit international
L'article 8 de la Constitution dispose :

« Les lois et les autres actes juridiques réglementaires doivent être conformes aux principes du droit international généralement acceptés et aux traités internationaux qui obligent la Slovénie. Les traités internationaux ratifiés et promulgués sont appliqués directement. »

Les traités sont ratifiés à la majorité des votes des députés présents, sauf lorsqu'un autre type de majorité est prévu par la Constitution.
Comme dans les autres États membres, le droit de l'Union prime sur le droit national. Afin de souligner la supériorité de ce droit, la Slovénie dut changer la Constitution. En 2003, à la constitution fut ajouté l'article 3a qui dispose en son paragraphe 3 que « les actes juridiques et les décisions adoptés dans le cadre des organisations internationales auxquelles la Slovénie transfère l'exercice d'une partie de ses droits souverains sont appliqués en Slovénie conformément à l'organisation juridique de ces organisations ».

### Droit de l'Union européenne
Depuis l'adhésion de la Slovénie à l'Union européenne en 2004, le droit de l'Union est une source de droit de la République slovène.

### Législation
Les lois (zanoki) sont les principales normes du système légal slovène. Elles doivent être conformes à la Constitution, aux traités internationaux et au droit de l'Union européenne.

### Règlements
Les règlements doivent être conformes à la Constitution. Ils peuvent être généraux ou individuels. Ils sont adoptés par les représentants de l'exécutif, que ce soit le gouvernement, les ministères, les communautés locales et les autres détenteurs de l'autorité publique.

## Sources

## Compléments